# Усемикент
Усемикент (кум. Усемигент «Гьусейн-бек-гент» селение Гусейн-бека  ) — село в Каякентском районе Дагестана. 
Образует сельское поселение село Усемикент как единственный населённый пункт в его составе.

## География
Расположено в 20 км к юго-западу от города Избербаш, на реке Гамриозень.

## История
Около селения расположена городище Таргу - древнего города.
Путешественник Витсен называет Усемикент Осмином.

## Население
| 1895  | 1926  | 1939  | 1959  | 1970  | 1989  | 2002  |
| ----- | ----- | ----- | ----- | ----- | ----- | ----- |
| 618   | ↘591  | ↘358  | ↗673  | ↗935  | ↗1325 | ↗2105 |
| 2010  | 2012  | 2013  | 2014  | 2015  | 2016  | 2017  |
| ↘1996 | ↗2003 | ↗2018 | ↗2040 | ↗2051 | ↗2065 | ↗2092 |
| 2018  | 2019  | 2020  | 2021  | 2023  | 2024  | 2025  |
| ↗2109 | ↗2142 | ↘2116 | ↗2284 | ↗2288 | ↗2327 | ↗2332 |

Национальный состав
По данным Всероссийской переписи населения 2021 года:
| №        | Национальность | Численность, чел. | Доля    |
| -------- | -------------- | ----------------- | ------- |
| 1        | кумыки         | 2 270             | 99,38 % |
| 1.000001 | не указавшие   | 1                 | 0,04 %  |
| 1.000002 | прочие         | 13                | 0,56 %  |
| 1.000003 | всего          | 2 284             | 100 %   |